# Ветий Руфин (консул 323 г.)
Вижте пояснителната страница за други личности с името Ветий Руфин.
Ветий Руфин (на латински: Vettius Rufinus) е политик и сенатор на Римската империя през началото на 4 век.
Произлиза от фамилията Ветии и е вероятно син или роднина на Гай Ветий Косиний Руфин (консул 316 г.). През 323 г. Руфин е консул на Запад заедно с Ацилий Север.